# كيفن أوكونيل
كيفن أوكونيل (بالإنجليزية: Kevin O'Connell)‏ هو مهندس وموسيقي ومنتج أسطوانات ومهندس الصوت أمريكي، ولد في 27 نوفمبر 1957 في لونغ آيلند في الولايات المتحدة.

## وصلات خارجية
- كيفن أوكونيل على موقع IMDb (الإنجليزية)
- كيفن أوكونيل على موقع قاعدة بيانات الفيلم (الإنجليزية)